# El Independiente (1864-1890)
El Independiente fue un periódico chileno fundado por el presbítero Joaquín Larraín Gandarillas para contrarrestar los ataques a la curia y al sectarismo religioso que cobraron más fuerza a raíz de la tragedia del Incendio de la Iglesia de la Compañía en 1863 para que "defendiese debidamente los sentimientos religiosos del país" y sus intereses políticos. Estaban tras su publicación los mismos que el año anterior gestaron la emergencia del periódico El Bien Público, con idénticos propósitos que El Independiente.
A diferencia de La Revista Católica, esta publicación tenía un tinte más político y estaba abierto a la contingencia. Aunque en sus páginas escribían destacados miembros del clero, sus propulsores fueron católicos laicos y periodistas de oficio.
Manuel José Irarrázabal Larraín, fue uno de sus principales inspiradores y sostenedores, entre sus más connotados escritores, destacamos a importantes pensadores conservadores como Abdón Cifuentes, José Manuel Orrego y el mismo Larraín Gandarillas.
También intervinieron en la redacción hombres de prensa como Manuel Blanco Cuartín, Enrique del Solar, Máximo Ramón Lira y Rómulo Mandiola, entre otros. Mientras que como colaboradores del diario, en diversas especialidades, pueden citarse a José Ramón Gutiérrez, Rafael B. Gumucio, Joaquín Walker Martínez, Javier Vial Solar, Rafael Egaña, Raimundo Salas, José Vega y los hermanos Cerda, Mateo Enrique y Carlos.
Sin embargo la figura más importante de este periódico fue Zorobabel Rodríguez, su redactor durante veinte años y uno de los más importantes periodistas católicos del siglo XIX.